# Casty
Casty, pseudonimo di Andrea Castellan (Gorizia, 23 aprile 1967), è un fumettista italiano. Dal 2002 collabora come sceneggiatore, disegnatore e illustratore per Topolino.

## Biografia
Esordisce come sceneggiatore sul n. 66 del mensile Cattivik del marzo 1995 con la storia Il ladrobot. Su Lupo Alberto, invece, esordisce sul n. 179 del maggio 2000 con la storia L'idea originale.
Su Topolino debutta come sceneggiatore nel 2003, con la storia Topolino e i mostri idrofili, su disegni di Andrea Ferraris. Il suo esordio come disegnatore avviene un paio di anni dopo, dapprima come copertinista (su Topolino n. 2597) e poi con la storia natalizia Topolino e le macchine ribelli (Topolino n. 2613).
Ispirato dalle opere artistiche dei grandi artigiani del Fumetto Disney Romano Scarpa e Floyd Gottfredson, Casty si occupa prevalentemente del mondo di Topolinia: a oggi (2023) sono infatti solo tre, su quasi cento storie, le avventure che ha ambientato a Paperopoli.
È inoltre creatore di alcuni nuovi personaggi per la testata Topolino: l'archeologa Eurasia Tost (esordio su Topolino e la spedizione perduta - Topolino n. 2507), la biologa Estrella Marina (esordio su "Topolino e il segreto della balena nera" - "Topolino" n. 2523) e il villain Vito Doppioscherzo (esordio su Topolino e il magnifico Doppioscherzo - Topolino n. 2535).
Assieme a Lorenzo Pastrovicchio è il creatore nel 2012 della saga di "Darkenblot", una serie di avventure futuristiche in cui Topolino è alle prese con Macchia Nera.  Con Massimo Bonfatti è autore di due storie avventuroso-fantascientifiche, Tutto questo accadrà ieri e Tutto questo accadde domani, in cui Topolino, Minni e Pippo interagiscono con le proprie versioni giovanili.
Nel 2015, sui numeri di Topolino numero 3091, 3092, 3093 viene pubblicata Topolino e l'Impero Sottozero, storia realizzata interamente da lui, che riscuote grande successo di critica. Nel 2019 realizza Topolino e il castello sulla Luna, storia celebrativa dei 50 anni della missione Apollo 11.

## Riconoscimenti e premi
- Nel 2006 riceve il Premio Fumo di China come Migliore Sceneggiatore Umoristico.
- Nel 2011 riceve il Premio Bottaro.
- Nel 2014 riceve il Premio Papersera[15].
- Nel 2015 vince il Premio Anafi come Miglior autore completo.
- TopoOscar come Miglior storia ambientata nel mondo dei Topi anche nel 2016 con Topolino e il raggio di Atlantide, nel 2018 con Tutto questo accadde domani, nel 2019 con Topolino e il Castello sulla Luna e nel 2020 con Topolino e la casa dei dipinti che fingono.